# Nahoru po schodišti dolů band
Nahoru po schodišti dolů Band byla česká rocková hudební skupina. Kapela byla založena v roce 1983, činnost ukončila v roce 2005, dále vystupuje v mírně upravené sestavě jako Schodiště.

## Historie

### Raná léta (1983–1990)
Kapela vznikla v roce 1983, ale její kořeny sahají již do roku 1980.

Po mejdanech se scházející tvrdé jádro účastníků se rozhodlo zkoušet vytvářet vlastní hudbu; vzniklo i několik ojedinělých nevydaných experimentálních nahrávek pod názvem Hup NATO Band.

Zakládajícími členy byli výtvarník a animátor Marek Brodský (bicí), osvětlovač u filmu Milan „Němej“ Hrubý (akordeon), doktor filozofie a antikvář Martin Krajíček (zpěv, kytara), fotograf Pavel Wellner (baskytara) a zpěvačka Věra Krajíčková (doprovodný zpěv), kterou brzy doplnila její kamarádka Nina Vališová.

Brodský a Němej spolu ještě předtím rovněž krátce hostovali v obskurní skupině Ultrapunk, z jejíhož repertoáru později převzali skladbu „Reinkarnace“.

Z éry Hup NATO Bandu pochází píseň „Ekzém“, jejíž text napsal režisér Vladimír Drha, nebo Němýho „Večer nad Moskvou“.

Vůbec první koncert se konal jako napůl utajená akce v červenci 1983 na statku v Bylochově, kam se návštěvníci sjížděli autobusy z Prahy. Soubor na této ojedinělé akci (kde vystupoval rovněž Žabí hlen) poprvé použil název Nahoru po schodišti dolů Band, jehož název odvodil Brodský od románu Bel Kaufmanové Nahoru po schodišti dolů.

Pavel Wellner odešel v dubnu 1984 na vojnu a nahradil ho teprve patnáctiletý Martin Schneider.

Skupina v počátcích zhudebňovala poezii především Jiřího Žáčka, od něhož dostala k této činnosti výslovné svolení („Bohnický blues“, „Popěvek o padání“, „Homo consumens“, „Někdo“, „Mahulena narkomanka“, „Pochod cínových vojáčků“, „Serenáda pro Otylku“, „Blues o štěněti“ a další), či T. R. Fielda („Osel a koza“, „Cvocká“). Psaní textů se nicméně začal paralelně věnovat Marek Brodský a svými adresnými, popisnými a satirickými příspěvky komentoval okolní měšťácký a konzumní svět. Mezi prvními původními písněmi, které vznikly, byly „Pytlíky ČSA“, „Vožeň se“ a „Soda bicarbona“.
Původní chytlavé jednoduché popěvky byly založeny především na nezvyklé souhře akordeonu a rytmické kytary, byly ovlivněné ska, reggae a staropražskými odrhovačkami. Němej do svých akordeonových partů vnášel jednoznačné prvky východního folklóru, o který se aktivně zajímal. Nahoru po schodišti dolů Band se zcela vymykal tehdejší československé nové vlně, jakkoli k ní byl zařazován. Svůj styl sám nazýval výstižným označením „kyselá prdel“.

Podstatnou částí byla i vizuální prezentace souboru; vystupoval v kostýmech upomínajících na dobu pepíků, doprovodné zpěvačky měly fráčky a buřinky. Hudební složku již od počátku dotvářelo spřízněné umělecké sdružení VRATA v čele se Zdeňkem Suchým, a to tzv. „živými klipy“. (VRATA provázela produkce Nahoru po schodišti dolů Bandu až zhruba do roku 1988.)

Prvním zřizovatelem bandu byla Základní organizace SSM při Pražském kulturním středisku, pod jehož patronátem se skupina dočkala regulérního koncertního debutu 16. dubna 1984 v KD Opatov, kde byl dramaturgem Vojtěch Lindaur, po Pavlu Melounkovi krátce manažer skupiny a později švagr Marka Brodského.

Koncert v restauraci Za větrem v Praze – Krči 20. června 1984 ukončil zásah místního oddělení Veřejné bezpečnosti Praha – Spořilov.
 
Druhé oddělení KS StB Praha vzápětí začalo o skupině shromažďovat informace v signálním svazku s krycím názvem „Hera“, z něhož vyplývá, že cílem bezpečnostních složek bylo zamezit kapele v jakékoli další činnosti. Podniknuté opatření bylo odůvodněno – podobně jako v případě jiných amatérských souborů – údajnými invektivami a urážlivými výrazy proti kulturní politice KSČ, koncentrací „závadové“ mládeže, vyvoláváním údajných psychóz během produkcí a podobně.

Na podzim 1984 měla z tohoto důvodu kapela zákaz vystupování na Praze 4 a rovněž hledala nového zřizovatele – stal se jím Hifi klub Svazarmu v Praze 8. Po několika koncertech však další intervence StB vedla k vypovězení i této zřizovatelské smlouvy a tím k zastavení činnosti skupiny. Z vyšších míst bylo rozhodnuto, že Nahoru po schodišti dolů Band a VRATA budou mít zákaz vystupování v celé Praze. Signální svazek „Hera“ byl v květnu 1985 uzavřen.

Koncertní hiátus skupiny trval několik měsíců, než skupina sehnala nového zřizovatele (Kulturní dům Prahy 9) a i přes stále platný zákaz se rozhodla znovu vystupovat, využívajíc přitom neschopnosti pořadatelů jednotlivých pražských městských částí vzájemně se o zákazu informovat (Praha 4 jí ovšem zůstávala uzavřena). Band nejčastěji účinkoval v klubu Na Chmelnici a na Rokosce. Domovskou scénou se mu nicméně stal kulturní dům Prosek v Praze 9, který patřil pod kapelního zřizovatele.

Skupina v tu dobu řídce vyjížděla koncertovat i mimo Prahu. 
V prosinci 1984 zaskakovala za onemocnělou Ninu Vališovou Ivana Málková, v kapele už na návrh Marka Brodského zůstala a rozšířila tak počet doprovodných zpěvaček na tři. Na koncertě v Desné v tomtéž měsíci hostoval na saxofon Jiří Šíma (později Yo Yo Band), Nahoru po schodišti dolů Band byl s výsledkem spokojen a v létě následujícího roku přijal proto vlastního saxofonistu – Vladimíra Cihelku. 
Na začátku roku 1985 natočil režisér Ivan Tatíček o kapele devatenáctiminutový snímek Všude doma, dobře nejlíp (s nímž v roce 1987 uspěl v soutěži Mladá kamera). Ve filmu jsou krátké rozhovory s členy kapely a v podkresu znějí rané nahrávky „Všude doma, dobře nejlíp“, „Vožeň se“, „Někdo“, „Úřad je celý můj svět“, „Pořad v bedně“, „Černá vdova“, „Homo consumens“, „Jede, jede“ a „Soda bicarbona“ ilustrované buď záběry ze zkoušek a koncertů, nebo pohybovými kreacemi VRAT. (Ve „Vožeň se“ jsou autentické záběry z první svatby Marka Brodského.)

Band se objevil i jako jeden ze zaznamenaných účastníků dokumentárního filmu Hudba 85 (s písněmi „Jede, jede“, „Pytlíky ČSA“ a „Ekzém“).
Jakýmsi kapelním rituálem se pak stala pravidelná „letní soustředění“ během prázdnin v severočeských Kytlicích, kde měla rodina Brodských chalupu a kde docházelo jednak k utužování kolektivu a jednak k tvorbě nového repertoáru.
O Vánocích 1985 krátce zkoušela u Martina Schneidera, neboť měl k dispozici klavír, a kádr tedy doplnil pianista Roman Porteš. 
Začátkem následujícího roku však propukla v kapele ponorková nemoc: vyostřily se vzájemné vztahy, především mezi doprovodnými zpěvačkami. Řešilo se rovněž časté absentování jednotlivých členů na zvukových zkouškách.

V dubnu 1986 jsou odejity všechny tři zpěvačky, postupně hlásí odchod Schneider (přešel do skupiny MCH Band Mikoláše Chadimy a Němej; v sestavě tak zůstávají pouze Brodský, Krajíček a Porteš.

Celý zbytek jara a léta se skupina nesešla; od podzimu 1986 se tedy začíná znovu: na baskytaru přichází Vratislav Horčík a vrací se i harmonikář Němej. 
V říjnu 1987 skupina úspěšně absolvovala přehrávky a změnila status ze „zájmově umělecké činnosti“ na „lidové hudebníky“.

V březnu 1988 vystoupil soubor na akci „Společenský večer přátel Vítkova kvarteta v pražské Lucerně, kde byl mj. promítnut videoklip k písni „Nebezpečnej živel“ v hlavní roli se Zdeňkem Suchým, a rovněž na „Rockfestu“ v Paláci kultury.

Spolupráce s Vítkovým kvartetem vedla k získání sólového kytaristy Petra Mráze. 

Na jaře 1988 odchází z bandu definitivně z rodinných důvodů odchází harmonikář Němej, na jeho místo nastupuje Cihelkův spolužák Miroslav Klíma.

V únoru 1989 zazněl osmipísničkový profil skupiny v rozhlasovém pořadu Větrník, do něhož ji prosadil dr. Jiří Chlíbec. V dubnu se skupina vydala na dvoudenní festival kapel východního bloku „First International Glasnost Music Festival“ do dánského Århusu. Zanedlouho poté odešli po rozepři do Vítkova kvarteta Cihelka, Horčík a Mráz a absolvovali s ním turné po Švédsku. Nahoru po schodišti dolů Band krátce a bezvýsledně zkoušel s Radkem Komersem (baskytara) a Martinem Staňkem (tuba). 

Předchozí sestava se v revoluční době sešla jen 21.12.1989 k natočení videoklipu k písni „Hozená do gala“ a v průběhu roku 1990 jen výjimečně – mj. na benefičním koncertu pro Jedličkův ústav v pražské Lucerně (18.2.) a na show na počest odchodu vojsk Varšavské smlouvy na zimním stadiónu v Kolíně (14.4.) – a poté se band rozpadl, nevyuživ tak nově nabytých možností svobodného a diktátem strany neomezovaného hraní v nově vznikajících klubech a vydávání desek u nových společností.

### Zlatá polistopadová éra (1993–2005)
V roce 1993 pozval Zdeněk Suchý u příležitosti oslav 10. výročí VRAT skupinu k účasti na připravovaném pořadu. Nahoru po schodišti dolů Band se po pauzírování znovu sešel a v částečně redukovaném počtu členů začal v únoru pilně zkoušet, nejsa informován, že na pořadu VRAT mají umělci vystupovat na playback. Mezitím zahrál na svatbě původního člena Pavla Wellnera a mezi členy se dostavila radost z opětovného společného hraní.

Kádr doplnil místo ke spolupráci již nepřizvaných Romana Porteše a Petra Mráze kytarista Vítkova kvarteta II Zdeněk Plášek a na klarinet Brodského spolužák ze základní školy Martin Roušar. Během zkoušení vzniklo šest nových skladeb.

Ještě v roce 1993 skupina v nové sestavě na návrh Vojtěcha Lindaura nahrála a vydala u Jiřího Mirdy Mirovského své první album Nahoru po schodišti dolů band 83–93, zahrnující nově natočený repertoár z 80. let a šest novinek z jara („Sbal to“, „Sestřička Krista“, „Moje malá Áda H.“, „Tři rakety“, „Pokornej pán“ a zhudebnění 80 let starého textu Eduarda Basse „Přepěkná píseň o svini a pávu“). Kapela však nebyla spokojená s výsledkem a především zvukem a mixem nahrávky, ale vzhledem ke smluvnímu závazku měla nulový vliv cokoli změnit.

V následujících letech se Nahoru po schodišti dolů Band v neměnné sestavě z roku 1993 etabloval jako spolehlivá a obecenstvem nadšeně přijímaná akvizice celorepublikových hudebních klubů i rockových festivalů - oproti 80. letům se značně přitvrzeným a plnějším zvukem. 
Na přelomu dekády absolvoval soubor průměrně okolo 40 koncertů ročně, v letech 2002–2004 dokonce okolo 60 vystoupení. Přesto odolal vábení jednoho z bossů hudebního showbusinessu, jež se s vyhlídkou komerčních úspěchů v jednu chvíli nabízelo, a neslevil nic ze svého razantního hudebního stylu a víceméně neveselých, depresivních, tématu alkoholu a žen se věnujících textů.

V roce 1995 natočila Olga Dabrowská se skupinou v Malostranské besedě videoklip k písničce „Sestřička Krista“, který rotoval tehdejším populárním klipovým pořadem České televize 60.

Na konci roku 1996 kapela v Brně nahrála své druhé album Ukazovák nasliněnej (vydavatelství Indies Records). Křest se konal v lednu 1997 a desku doprovodil videoklip k písni „Beze vší poezie“ (text Jiří Dědeček) v režii Petra Zelenky, která se stala oblíbenou koncertní položkou (spolu s neméně razantními skladbami „Vrávoravá svačinářka“ a „Nalejte cigára, zapalte víno“). Do Brodského textů na tomto albu se značně promítly jeho zkušenosti s nedlouho předtím ukončeným druhým manželským svazkem. 

Ze stejné doby pochází živý taneční tahák „Dysko song“ spojený s v příštích letech tradičním rozcvičováním publika, přestože studiová nahrávka zůstala nevydána až do roku 2001.

V roce 1999 oznámil odchod ze skupiny Zdeněk Plášek, který se chtěl realizovat v zahraničí. Zkoušky s kladenským kytaristou Michalem Aulickým ale nevedly k oboustranné spokojenosti a Plášek nakonec svůj úmysl změnil a v bandu zůstal.

Nahoru po schodišti dolů Band a jeho činnost v 80. letech se v roce 2000 objevil i v dokumentárním seriálu České televize Bigbít (díl č. 34), kde vedle ukázek z filmu Hudba 85 byly promítnuty i záběry ze snímku Všude doma, dobře nejlíp včetně fragmentů dobových písní „Homo consumens“, „Úřad je celý můj svět“ a „Pořad v bedně“.

V říjnu 2000 skupina natočila doprovodnou hudbu k psím pohádkám Mileny Pekárkové Na mou duši do psích uší, na nichž se podílel i otec Marka Brodského, který rovněž namluvil jejich audioverzi. Knižní vydání ilustroval přímo Marek Brodský.

Vzápětí v lednu 2001 nahrál band v pořadí své třetí album Svinska pržola. Mezi stálice živých vystoupení se zařadily písně „Ze zvyku“, „Černý ptáci“ a „Karty jsou rozdaný“ (u obou je spoluautorem textu Miroslav Klíma), „Dokonalá kost“ a další zhudebněný text Jiřího Dědečka „Růžovej život“. Několika texty jsou zastoupeni i básníci undergroundové poezie, skupina poprvé sáhla i po tvorbě J. H. Krchovského. Deska byla vydána v květnu 2001 a dočkala se příznivých recenzí.

V září 2002 bylo znovu natočeno první porevoluční album Nahoru po schodišti dolů band 83–93, tj. staré skladby byly nově a lépe nahrány a vydány jako Album první ... a něco navíc. Skladbu „Soda bicarbona“ z původní verze desky nahradilo „Bohnický blues“. „Tři rakety“ byly vypuštěny, protože se v nové podobě mezitím objevily na desce Ukazovák nasliněnej, a k albu přibylo šest nahrávek ze zkušebny z let 1985–1987 („Ideální výrobek“, „Na Letenský pláni“, „Experimentální mateřská školka“, „Myslivecká“, „Já rád ničim“ a „Schovat se kulturně“).

Martin Roušar začal v tuto dobu paralelně účinkovat jako saxofonista s Třemi sestrami a pracovní čas tak dělil mezi obě kapely, což vzhledem k větší vytíženosti Tří sester mělo i vliv na plánování itineráře Nahoru po schodišti dolů Bandu.

Rovněž Zdeněk Plášek odletěl na tři měsíce do Austrálie a během několika málo koncertů za něj zaskakoval Ronald Seitl z Tří sester.

Křest desky tak byl odložen kvůli Plíškově nepřítomnosti a dalším soukromým aktivitám členů, které s činností souboru kolidovaly.

Album bylo nakonec pokřtěno v 19.2.2003 v Paláci Akropolis a během akce byla promítána speciální videoprojekce.
 
Záznam křtu skupina krátce nato uvedla v omezeném množství jako vypalované „pirátské live album“ čistě pro potřeby své i základny fanoušků a vedle standardního setlistu jsou zde i novinky „Láhev“ (text Jiří Dědeček), „Ve čtyři ráno“ (spoluautorem je Miroslav Klíma), „Kántry song“ a oprášená letitá žáčkovina „Ošklivý holky“.

V březnu a dubnu 2005 nahrávala skupina ve studiu Hostivař základy alba Mokrý prádlo. V tu dobu již mezi fanoušky kolovaly zákulisní informace o změnách v kapele, pročež krátce po skončení nahrávání oznámila v dubnu 2005 skupina oficiálním prohlášením, že ke dni křtu nového alba Mokrý prádlo 12. května 2005 ukončí po vzájemné dohodě společnou činnost pod názvem Nahoru po schodišti dolů band. 
Ze sestavy tímto dnem odešel bubeník a textař Marek Brodský, který si s sebou vzal i výhradní právo na užívání názvu Nahoru po schodišti dolů Band. Po letech dělení činnosti mezi kapelu a Tři sestry k tomuto dni rovněž odešel klarinetista Martin Roušar.
Mokrý prádlo obsahuje rovněž větší autorský podíl jednotlivých členů: třemi texty je zastoupen Miroslav Klíma (z toho dva na vlastní melodie – krátké popěvky „Sám doma“ a „Whirlpool blues“), dvěma básník Milan Ohnisko („V domě umění“ navíc zpívá Vladimír Cihelka), jedním J. H. Krchovský. Na desce je i „Splín“ Charlese Baudelaira. Úvodní „Zakládáme kapelu“ je kompletním dílem Zdeňka Pláška. Text „Divnýho času“ je datován ještě do doby před Svinskou pržolou.

### Po roce 2005
Zbývající členové kapely pokračují nadále pod zkráceným názvem Schodiště v mírně upravené sestavě. Textařské žezlo po Brodském převzal harmonikář Miroslav Klíma, který se již dříve profiloval jako (spolu)autor několika textů či zásadních sloganů v nich („nalejte cigára, zapalte víno“, „karty jsou rozdaný, v ruce máš kulový“).

U příležitosti výročí 25 let založení bandu byl 29.10.2008 uspořádán koncert v pražském Lucerna Music Baru. Vedle současné podoby Schodiště se na několik písní na pódiu znovu objevila i kompletní sestava z 90. let. Záznam celého večera byl v květnu 2009 vydán na 2DVD, kde na druhém disku jsou kromě starých i nových videoklipů také kompletní dokument Všude doma, dobře nejlíp, muzikál divadla VRATA Timur a jeho Sparta s hudbou Nahoru po schodišti dolů Bandu a rovněž domácí videa ze tří kapelních soustředění (1995, 2004 a 2008).

K 40. výročí vzniku Nahoru po schodišti dolů Bandu se konaly 6. a 7.11.2023 dva koncerty v pražském Café V lese. Na druhém z nich se objevila i kompletní sestava bandu z let 1993–2005 včetně Marka Brodského, který předchozího večera absentoval. (Záznam z vystoupení vyšel na 2 LP v roce 2024 u vydavatelství Galén.)

Akce byla poté zopakována 16.1.2024 v Malostranské besedě, nicméně bez Marka Brodského a Zdeňka Pláška.

## Obsazení

### Poslední sestava
Marek Brodský – bicí, vedoucí souboru (1983–2005)

Martin „Doktor“ Krajíček – zpěv, kytara, foukací harmonika (1983–2005)

Vladimír Cihelka – saxofon, flétna, foukací harmonika, akustická kytara, perkuse, zpěv (1985–2005)

Vratislav Horčík – baskytara, cello, zpěv (1986–2005)

Miroslav Klíma – akordeon (1988–2005)

Zdeněk Plášek – kytara, zpěv (1993–2005)

Martin „Jaroušek“ Roušar – klarinet (1993–2005)

### Bývalí členové
Milan „Němej“ Hrubý – akordeon (1983–1988)

Pavel Wellner – baskytara (1983–1984)

Martin Schneider – baskytara (1984–1986), perkuse (1987)

Věra Krajíčková – doprovodný zpěv (1983–1986)

Nina Vališová – doprovodný zpěv (1983–1986)

Ivana Málková – doprovodný zpěv (1984–1986)

Roman Porteš – klavír (1985–1990)

Petr „Děda“ Mráz – kytara (1988–1990)

## Diskografie a filmografie

### Zvukové záznamy
MC Nahoru po schodišti dolů band (vlastním nákladem) (1984)

MC Studio 85 (S.T.C.V. 000 053) (prosinec 1985)

MC Live 86 (S.T.C.V. 000 203–D) (srpen 1987)

MC History of This Band 1983–87 (vlastním nákladem) (1987)

CD Nahoru po schodišti dolů band 83–93 (Mirdovo hudební studio MS 10–4 311) (1993)

CD Ukazovák nasliněnej (Indies Records MAM 071–2) (1997)

CD Na mou duši do psích uší (Monitor EMI 5 30972 2) (2000)

CD Svinska pržola (Black Point BP 0122–2) (2001)

CD Album první ...a něco navíc (Black Point BP 0139–2) (2002)

CD Live 19.2.03 – Palác Akropolis (vlastním nákladem) (2003)

CD Mokrý prádlo (Indies Records MAM 262–2) (2005)

### Pohyblivé obrázky
film Všude doma, dobře nejlíp (1985, režie: Ivan Tatíček)

film Hudba 85 (1985)

Nebezpečnej živel (1988, režie: Miloš Zajdl)

muzikál Timur a jeho Sparta (1988)

Hozená do gala (1989, režie: David Ondříček)

Sestřička Krista (1995, režie: Olga Dabrowská)

Beze vší poezie (1997, režie: Petr Zelenka)

Na chvíli ven (2001, režie: Ivan Tatíček)

Dysko song (2003, režie: Ivan Tatíček)

Ve čtyři ráno (2005, režie: Tomáš Hodan)

DVD Vagon Live 18.11.2004 (Vagon Music Club) (2004)

2DVD Chcete rokenrooool??!! (Indies MG MAM 825) (2009)